# Asashoryu Akinori
Asashoryu Akinori (朝 青龙 明 徳), nascido 27 de setembro de 1980 como Dolgorsürengiin Dagvadorj (Долгорсүрэнгийн Дагвадорж) é um ex-lutador de sumô (Rikishi) de Ulan Bator, Mongólia. Ele foi o 68º yokozuna na história do esporte no Japão e se tornou o primeiro mongol a chegar ao mais alto posto do sumô, em janeiro de 2003. Ele foi um dos mais bem sucedidos yokozuna da história do esporte, vencendo 25 torneios em sua carreira.

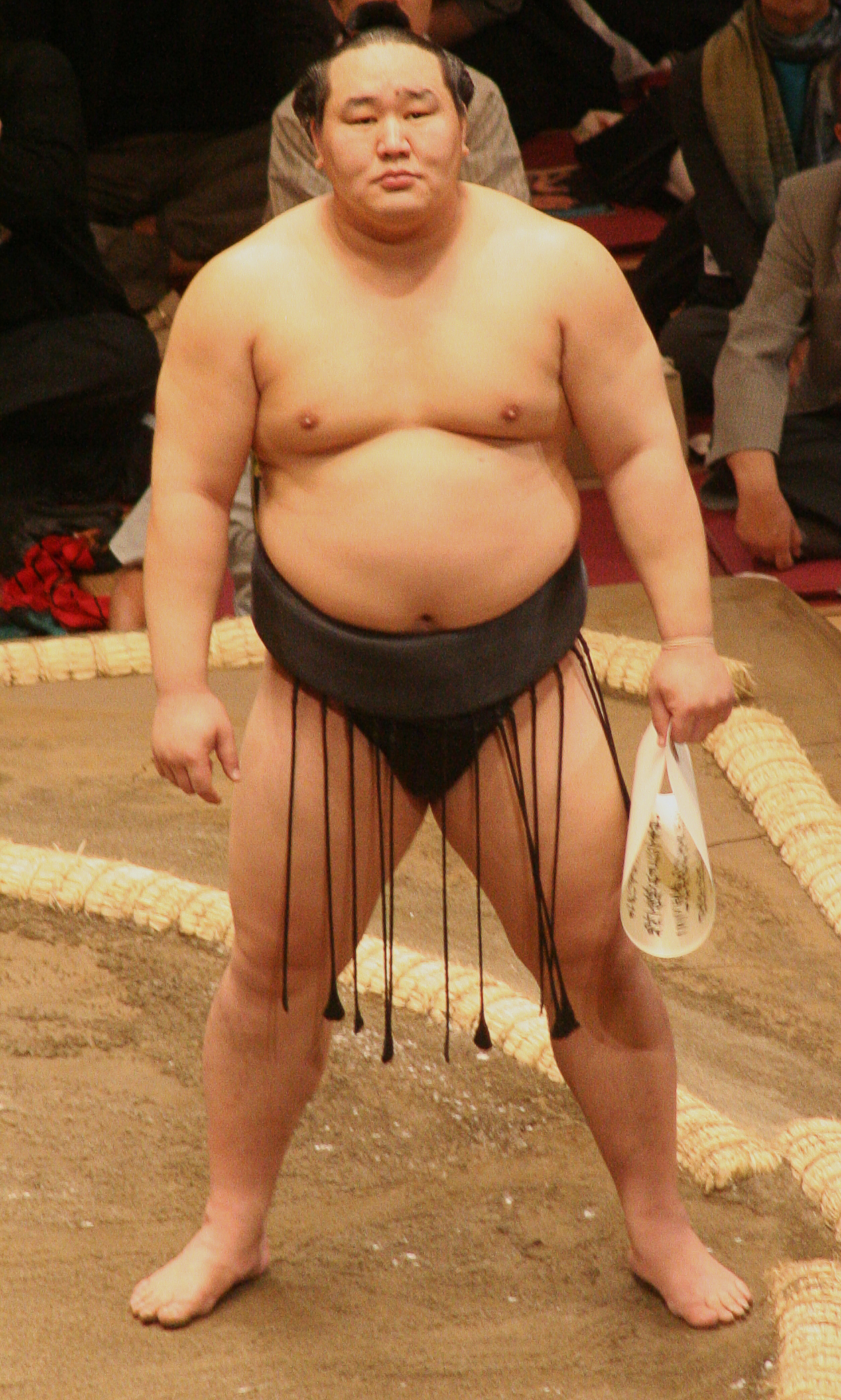
Asashoryu em 2008.

Asashoryu se aposentou no início de 2010, após brigar em um bar. Embora tendo uma carreira marcada por escândalos, é ainda considerado um dos maiores lutadores da história recente do sumô.